# Setibhor

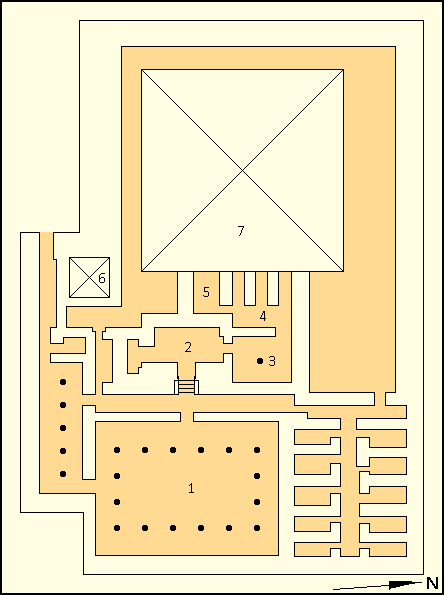
Disposizione del complesso della Regina Setibhor, in ordine: 1)Cortile colonnato; 2)Cappella con cinque statue di nicchia; 3)Anticamera quadrata; 4)Magazzini; 5)Sala delle offerte; 6)Piramide del culto; 7)Piramide principale.

Setibhor (fl. XXIV secolo a.C.) è stata una regina della V dinastia egizia, sposa del faraone Djedkara Isesi..

## Biografia
Setibhor era la moglie del faraone Djedkara Isesi. Fu sepolta in una piramide accanto a quella  del suo consorte a Saqqara. Il nome del proprietario della piramide rimase sconosciuto per molto tempo. Nel 2019 il nome ed i titoli di Setibhor furono scoperti su un pilastro.
La sua piramide è nota per la grandezza inusuale in confronto a quella delle piramidi minori riservate alle Regine consorti, rendendo il suo complesso funerario come il più grande mai costruito per una Regina nell’Antico Regno. Presenta inoltre elementi utilizzati in precedenza solo per le sepolture dei faraoni.
L’egittologo egiziano Ahmed Fakhry (1905-1973) effettuò gli scavi del suo tempo funerario negli anni 50 del 1900, ma il risultato non venne mai pubblicato. Tuttavia l’egittologo americano Klaus Baer (1930-1987) che assistette Fakhry negli scavi, dichiarò che le scene raffigurate nel tempio furono alterate in un secondo momento, cancellando quello che era scritto sopra la testa della Regina e sostituendolo con avvoltoi e altre insegne reali. Dichiarò inoltre che il tempio fu gravemente distrutto, lasciando spazio ad opinioni contemporanee quali quella dell’egittologa americana Ann Macy Roth che analizzando le insegne reali e la violenza perpetuata sui suoi monumenti, ipotizza un periodo di regno autonomo della Regina, durante il quale potrebbe aver regnato con le prerogative proprie di un faraone come fece Hatshepsut quasi mille anni più tardi, subendo anch’essa dopo la morte una deturpazione simile a quella di Setibhor.
Ricerche recenti a seguito di ulteriori scavi nel suo complesso funerario sono state accompagnate da più cautela, ma dimostrano ancora l’alto status di questa donna.
Le decorazioni del tempio della sua piramide mostrano anche elementi accertati unicamente per Regine successive al suo tempo.

## Titoli
- Sposa del Re
- Grande Consorte Reale d'Egitto
- La Sua Amata (del Re)
- Colei che vede Horus e Seth
- Colei dello Scettro Hetes
- Il Grande Elogio[2]